# La Mort de Virgile
La Mort de Virgile (en allemand : Der Tod des Vergil) est un roman de l'écrivain autrichien Hermann Broch publié en 1945. 

## Résumé
Le roman repose sur une intrigue apparemment simple : il décrit les dernières heures de la vie du poète romain Virgile, dans le port de Brundisium (Brindisi). Virgile avait accompagné l'empereur Auguste et lui fait part de sa décision de brûler l'Énéide, alors inachevée. L'empereur s'y refuse. Virgile se résigne et se réconcilie avec son destin.
À partir de cette séquence narrative, Hermann Broch développe une construction stylistique et littéraire très complexe : « Le texte fourmille en effet de figures de style et de références culturelles. La description des états d’âme et des états de conscience de Virgile, entre rêve et veille, donne lieu à un flot d’images, de réminiscences et de méditations. ». Broch recourt abondamment au "stream of consciousness" (flux de conscience) et aux allusions intertextuelles, ce qui situe son roman dans le sillage de l'Ulysse de James Joyce selon plusieurs personnes, ce que Broch lui-même dément.

## Écriture
Broch a commencé à écrire son roman en 1936. Le projet d'origine était une simple nouvelle destinée à être récitée sur la radio de Vienne. 
Broch met en chantier une deuxième version en 1938 dans des circonstances très difficiles. Juste après l'Anschluss il est interné à Bad Aussee pendant trois semaines. Il rédige des poèmes sur la mort de Virgile et décide d'incorporer ces textes à la nouvelle de 1936, qui commence à prendre l'ampleur d'un grand projet romanesque.
Le roman a été finalement achevé aux États-Unis (1940-1945).
La première édition est une traduction en anglais de Jean Starr Untermeyer. Untermeyer a collaboré si étroitement avec Broch qu'elle peut être quasiment considérée comme un co-auteur.[réf. souhaitée]

## Publication
La première édition a été publiée par Pantheon Books de New York dans une traduction anglaise de Jean Starr Untermeyer en 1945. Pantheon a également publié une édition dans l'original allemand plus tard dans l'année.
La première traduction française d'Albert Kohn ne paraît que dix ans plus tard, quelques années après la disparition de Broch.

## Réception critique
En 1953, Marcel Brion consacre au roman une critique très élogieuse dans Le Monde : « La Mort de Virgile, ce livre admirable et bouleversant, nous fait mieux mesurer aujourd'hui ce que signifiait la mort de Broch : la disparition d'un des témoins les plus courageux, d'un des interprètes les plus vigoureux et les plus visionnaires de notre temps ». La critique est antérieure à la publication de la première traduction et Brion souligne que Broch comme Robert Musil ont été largement occultés en France.
Certains chercheurs ont interprété le livre comme un roman antinazi . La crainte de Virgile que ses écrits ne servent qu'à encourager la répression autocratique est considérée comme le résultat direct de l'intérêt et de l'inspiration du parti nazi pour les sources classiques.